# Галушка, Мария Максимовна
Мария Максимовна Галушка (24 мая 1921, Вербовая, Томашпольский район — 20 сентября 1980, Вербовая, Винницкая область) — советский передовик производства в сельском хозяйстве. Герой Социалистического Труда (1971).

## Биография
Родилась 24 мая 1921 года в селе Вербовая, Томашпольского района Винницкой области в крестьянской семье.
До начала войны окончила курсы трактористов и стала первой в Томашпольском районе женщиной-трактористкой.
В 1941 году во время Великой Отечественной войны М. М. Галушка осталась на временно оккупированной немецкими захватчиками территории.
В период оккупации села разобрала свой трактор и по частям закопала его в поле чтобы он не достался врагу. В 1943 году после освобождения села от гитлеровских захватчиков выкопала и собрала свой трактор и стала работать на полях.
С 1944 по 1949 годы работала трактористкой на собранном и сохранённом в период войны тракторе. С 1949 по 1962 год работала трактористкой на тракторе «Универсал». М. М. Галушка постоянно была наставником и учителем молодых трактористов, шефствовала над девушками-трактористками.
26 февраля 1958 года Указом Президиума Верховного Совета СССР «за выдающиеся достижения в труде» Мария Максимовна Галушка была награждена Медалью «За трудовое отличие».
8 апреля 1971 года Указом Президиума Верховного Совета СССР «за за выдающиеся успехи, достигнутые в развитии сельскохозяйственного производства и выполнении пятилетнего плана продажи государству продуктов земледелия и животноводства» Мария Максимовна Галушка была удостоена звания Героя Социалистического Труда с вручением Ордена Ленина и золотой медали «Серп и Молот».
Продолжала работать в колхозе до выхода на пенсию.
Жила в селе Вербовая Томашпольского района Винницкой области. Умерла 20 сентября 1980 года.

## Награды
- Медаль «Серп и Молот» (8.04.1971)
- Орден Ленина (8.04.1971)
- Медаль «За трудовое отличие» (26.02.1958)
- Медаль «За доблестный труд в Великой Отечественной войне 1941-1945 гг.»